# Lisbon Challenger 1988
Il Lisbon Challenger 1988 è stato un torneo di tennis facente parte della categoria ATP Challenger Series nell'ambito dell'ATP Challenger Series 1988. Il torneo si è giocato a Lisbona in Portogallo dal 25 aprile al 1º maggio 1988 su campi in terra rossa.

## Vincitori

### Singolare
Alberto Mancini ha battuto in finale  Peter Doohan con il punteggio di 6–3, 6–2

### Doppio
Jason Stoltenberg /  Todd Woodbridge hanno battuto in finale  Alex Antonitsch /  Udo Riglewski con il punteggio di 6–3, 5–7, 6–4